# Agustín Fernández (director)
Agustín Fernández Santana III, conocido profesionalmente como Agustín, (nacido en La Habana, Cuba 10 de marzo de 1976) es un escritor, director y productor cinematográfico con inicios en el teatro. 
Su trabajo ha sido reconocido en varios títulos como Falling Awake the movie (2009), El Vacilón: the movie (2004), Gabriel, amor inmortal (2008). Es también fundador de Duende Films y Duende Media, ambas situadas en Universal City, California.
Agustín, ha sido ganador de varios premios Emmy, entre los que están 2 como director, escritor y productor, respectivamente, con varios documentales que trataban sobre la vida y obra de estrellas de la música como John Leguizamo, Selena, Ricky Martin y Celia Cruz.

## Biografía
Agustín nació en la ciudad de La Habana, Cuba, su familia emigró a España cuando tenía 8 años. Desde ese tiempo, vivía constantemente viajando entre Madrid y Nueva York, en donde más adelante comienza su carrera artística participando en obras de teatro y televisión con papeles pequeños, entre las que se destaca Once Removed de Eduardo Machado y en la película basada en la novela de Elmore Leonard: Gold Coast dirigida por Peter Weller, actuando con David Caruso (CSI Miami).
El estilo de trabajo y conocimiento fue influenciado desde sus inicios en el teatro por personajes como Victor Argo, quien fue mentor y gran amigo que lo ayudó a crecer en el teatro hasta su fallecimiento en 2004. Además fue instruido en el manejo de cámara por el actor Jeffrey DeMunn
Agustín ha sido reconocido como escritor en producciones como Agustín's El Vacilón, con colaboraciones de Wilmer Valderrama, Luis Guzmán, Elvis Crespo, entre otros y en el cual recibió un premio Emmy como escritor.
Como productor Ejecutivo recibió un Academy Award al "Mejor Documental Corto" por The Lady In Number 6, el cual trata la historia de Alice Hertz, la pianista más longeva del mundo y sobreviviente del holocausto.
Uno de sus grandes logros lo obtuvo con la miniserie Gabriel, amor Inmortal la cual ganó 6 premios entre los que él fue un galardonado como productor, escritor y director. 
El elenco de la serie fue conformado por Chayanne, del cual el forma una estrecha amistad, José Luis Rodríguez (cantante) y Angélica Celaya.
En el 2014 Agustín tuvo la oportunidad de dirigir a uno de sus ídolos en el mundo cinematográfico, el gran actor Martin Sheen, en la película, Badge of Honor.

## Producciones

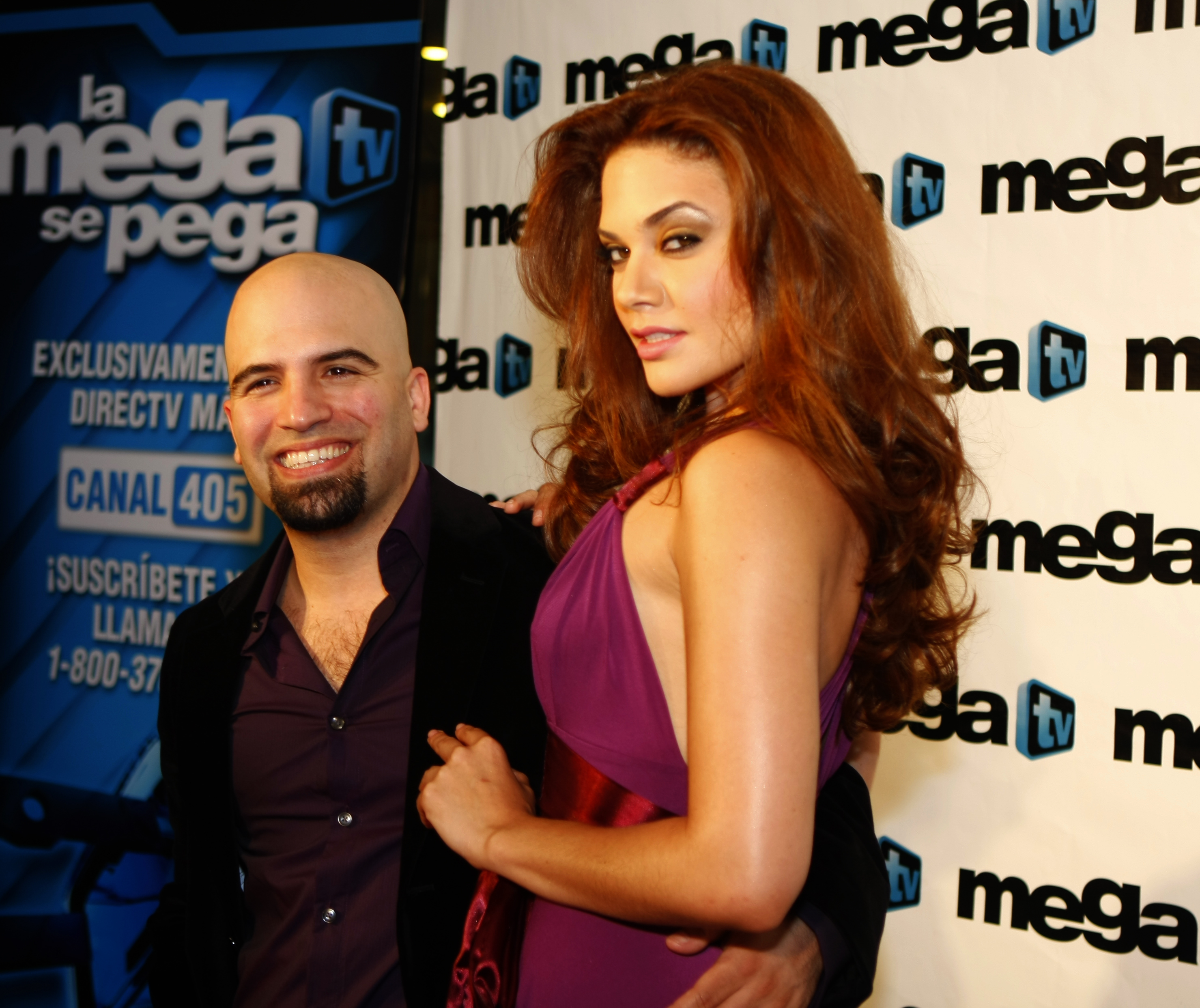
Agustín Fernández y la actriz Angelica Celaya

Creador y director de Gabriel una miniserie con Chayanne, José Luis Rodríguez "El Puma", y Angélica Celaya. La miniserie Gabriel ganó 6 premios Emmy, dirigió varios especiales que ganaron premios Emmy incluyendo el de Celia Cruz, Ricky Martin, John Leguizamo, Shakira.
Dirigió la película "El Vacilón The Movie" siendo la Comedia en Español más taquillera en el 2005. Fue el creador de Agustín's El Vacilón en Mega TV. Fue director de la película de IFC films Falling Awake con Jenna Dewan y Nestor Serrano, dirigió la película Badge of Honor con Martin Sheen.
| Filme                                    | Rol                                | Año       |
| ---------------------------------------- | ---------------------------------- | --------- |
| A Rose Between Thorns                    | Productor                          | 2017      |
| Dos Policías en Apuros                   | Productor Ejecutivo                | 2016      |
| Los Domirrigueños                        | Productor                          | 2015      |
| Vuelos prohibidos                        | Productor Ejecutivo                | 2015      |
| Fuga o muerte                            | Productor                          | 2014      |
| Nazario                                  | Productor                          | anunciada |
| Absolution                               | Productor                          | 2015      |
| Badge of Honor                           | Productor                          | 2015      |
| Legend                                   | Productor                          | 2015      |
| A Certain Justice                        | Productor                          | 2014      |
| Filme corto nominado al Oscar:Documental | Productor ejecutivo                | 2014      |
| Ambushed                                 | Productor                          | 2013      |
| The lady in number 6: Music save my life | Productor ejecutivo                | 2013      |
| El rey de Najayo                         | Productor ejecutivo                | 2012      |
| El Vacilón                               | Productor ejecutivo                | 2009      |
| Gabriel (Serie de televisión)            | Productor ejecutivo (10 episodios) | 2008      |
| Mega Especiales: John Leguizamo          | Productor                          | 2006      |
| Mega Especiales: Celia Cruz              | Productor                          | 2006      |
| Shakira: Acústico                        | Productor                          | 2006      |
| Ricky Martin: Intimo                     | Productor                          | 2006      |
| The Dawn                                 | Productor                          | 2006      |
| Feliz Navidad                            | Productor                          | 2006      |
| El vacilón: The Movie                    | Productor/Productor ejecutivo      | 2005      |
| Carlito's Angels                         | Productor                          | 2003      |
| Nightmare in Shallow Point               | Productor                          | 2000      |
| Love = (Me)^3                            | Productor                          | 2000      |

Dirigió documentales de las vidas de: Celia Cruz, Shakira, Ricky Martin y John Leguizamo; los cuales recibieron cada uno premios Emmy Awards, obteniendo 2 premios como director y 2 como productor. 
Creador, escritor y director de la miniserie Gabriel, amor inmortal, la cual ganó seis premios Emmy, incluyendo 3 como escritor, director y como productor.
Creador de Agustín's El Vacilón para Mega TV con el cual ganó un premio Emmy como escritor, en este show trabajó con Wilmer Valderrama, Luis Guzmán, Elvis Crespo, Zion & Lennox, Steven Bauer y Osvaldo Ríos.
Como productor ejecutivo del documental The Lady in Number 6 ganó el Premio Oscar al "Mejor documental corto".

## Negocios
Agustín es el director Ejecutivo de Rational Vaccines Inc.
Fundada in 2015 por Agustín Fernández III y el Dr. William Halford, Rational Vaccines Inc. es una compañía de Biotecnología americana situada en Cambridge, Massachusetts. La compañía ha desarrollado vacunas tanto terapéuticas como preventivas para el herpes, junto con las mejoras de métodos probados para el diagnóstico del mismo. Paul Bohm y Aziz Friendrich se unieron a la compañía en el 2015 como Director de Información y Director de Investigación. Ambas vacunas están actualmente en procesos de pruebas en humanos nivel I y II. 
Productos
Theravax
Protavax
ABVIC